# هفت‌آیین (فیلم ۲۰۱۳)
«هفت‌آیین» (انگلیسی: The Sacrament (2013 film)) فیلمی در ژانر ترسناک است که در سال ۲۰۱۳ منتشر شد.